# Otto (Braunschweig-Göttingen)

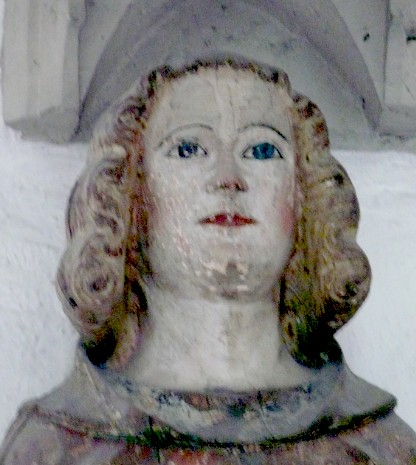
Darstellung von Otto der Milde

Otto von Braunschweig-Göttingen (* 24. Juni 1292; † 30. August 1344 in Göttingen) genannt der Milde, war Herzog von Braunschweig-Lüneburg und Göttingen. Er war der Sohn Albrechts II., von dem er 1318 den Titel erbte.

## Leben
Otto war zweimal verheiratet. Das erste Mal ab 1311 mit Jutta von Hessen (1289–1317), Tochter Heinrichs I. von Hessen und der Mechthild von Kleve. Nach ihrem Tod heiratete er 1319 Agnes von Brandenburg, Tochter Hermanns von Brandenburg und Witwe Waldemars von Brandenburg.
Aus erster Ehe hatte er eine Tochter Agnes (1317 bis 2. Juni 1371).
1318 bis 1344 war Otto der Milde und 1323 bis 1334 seine Gemahlin Agnes im Besitz der Burg Calvörde und des Marktfleckens Calvörde.
Mit dem Tod Heinrichs II., letzter askanischer Markgraf Brandenburgs, im Jahre 1320, zog der römisch-deutsche König Ludwig der Bayer die Mark Brandenburg als erledigtes Reichslehen ein und verlieh sie seinem erstgeborenen Sohn Ludwig. Otto der Milde von Braunschweig hatte nach einem Erbvergleich mit Ludwig dem Bayern eine Anzahl altmärkischer Städte zugesichert bekommen. Später wurde eine neue Abmachung getroffen, nach der nach dem Tode Ottos und Agnes’ die Altmark komplett an Ludwig zurückfallen sollte. Ludwig suchte Anhänger unter der altmärkischen Ritterschaft zu gewinnen. Darunter war auch die Stadt Braunschweig. Nach dem Tode der Herzogin Agnes wurden die Fehden zwischen Ludwig und Otto dem Milden größer, er sah, dass die altmärkische Ritterschaft hinter Ludwig stand. Er verzichtete auf das Erbe gegen 3000 Silber Mark. 1345 beschwerte sich Ludwig, dass Albert von Alvensleben die Burg Calvörde samt dem Marktflecken Calvörde genommen und noch 5 Dörfer dazu zerstört habe. Albert handelte im Auftrage des neuen Braunschweiger Herzogs Magnus des Frommen, der Erbansprüche auf Calvörde und die Linderburg stellte. Die Fehden spitzten sich zu und es kam 1347 zur Schlacht, in der Magnus der Fromme geschlagen wurde.
Nach seinem Tod teilten sich seine Brüder Ernst und Magnus das Erbe. Ernst erhielt das Fürstentum Göttingen und Magnus das Fürstentum Braunschweig-Wolfenbüttel, welches er bis zu seinem Tod 1369 regierte. Diese Teilung ist für das Land Braunschweig deshalb von Bedeutung, weil es das erste Mal in der Geschichte des Landes von einem eigenen Herzog geführt wurde.